# 키즈키 아카리
키즈키 아카리(일본어: 木月 あかり きづき あかり[*], 1994년 4월 20일 - )는 일본의 배우이다. 전 다카라즈카 가극단 유키구미 소속 남역이다.
효고현 히메지시, 켄메이죠시가쿠인 중학교 출신이다. 키 170cm, 애칭은 "아카리"이다. 재단 시절의 예명은 카나미 세나(叶海世奈)이다.
소속사는 박스 코퍼레이션이다.

## 내력
2010년, 다카라즈카 음악학교에 입학하였다.
2012년, 다카라즈카 가극단 98기생으로 입단. 입단 당시 성적은 28등이었다. 소라구미 「화려한 나날 / 크라이 맥스」로 카나미 세나(叶海世奈)로 초무대를 밟았다.
2013년, 구미마와리를 거치고 유키구미에 배속되었다.
2018년 9월 2일, 「개선문／Gato Bonito!!」 도쿄 공연 천추락을 기해, 다카라즈카 가극단을 퇴단하였다.
퇴단 후에는 박스 코퍼레이션 소속이 되어, 키즈키 아카리(木月あかり)로 예명을 바꾸고 예능 활동을 재개했다.

## 퇴단 후 주요 활동

### 드라마
- 2021년 1월, NHK 『오쵸양』 - 토오야마 야요이 역
- 2021년 5월, 테레비아사히 『경시청・수사1과장 season5』 - 제 6화 쿠노 히토나츠 역
- 2021년 8월 25일, 테레비도쿄 『8월은 밤의 배팅 센터에서』 - 제 7화 마츠오카 레이코 역